# آرثر دوهرتي
آرثر دوهرتي هو سياسي بريطاني، ولد في 19 يناير 1932 في مقاطعة دونيجال في جمهورية أيرلندا، وتوفي في 6 فبراير 2003. نشط حزبياً في الحزب الاشتراكي العمالي. في انتخابات الجمعية التشريعية لأيرلندا الشمالية، 1998 ‏، انتخب عضو الجمعية التشريعية الأولى لأيرلندا الشمالية ‏ عن دائرة East Londonderry (Assembly constituency) ‏ وقد انضم خلال فترته النيابية ‏ (25 يونيو 1998 – 1 سبتمبر 2002) للكتلة البرلمانية الحزب الاشتراكي العمالي.